# Нежинская улица (Санкт-Петербург)
Не́жинская улица — улица в Выборгском районе Санкт-Петербурга. Проходит от проспекта Энгельса за Ярославский проспект в историческом районе Удельная.

## История
Название Нежинская улица известно с 1887 года, дано по городу Нежину Черниговской области в ряду близлежащих улиц, наименованных по старинным малым городам России.
Первоначально улица проходила от проспекта Энгельса до Ярославского проспекта. В 1914 году продлена на запад от Ярославского проспекта.

## Достопримечательности
- Удельный парк